# 坂上也寸志
坂上 也寸志（さかがみ やすし、1963年 - ）は、映画プロデューサー、元子役俳優。現在は株式会社ピーズ・インターナショナルの代表取締役をつとめている。一時期、京本政樹のマネージャーをしていた。
父は元小説家の坂上精一郎（勝也）。弟は俳優、MCの坂上忍。既婚で、2人の娘がいる。

## 制作作品
- 神話の国の子どもたち
- 鏡の中の笑顔たち
- 六月燈の三姉妹
- シェアハウス
- 半次郎
- 海の金魚
- 女殺油地獄
- チェスト![4][5]
- ROBO☆ROCK
- Mayu ココロの星[4]
- 晴れたらポップなボクの生活
- ホ・ギ・ラ・ラ[4]
- 薔薇の婚礼〜真夜中に交わした約束〜
- クリスマス・イヴ
- 猫の息子
- 部屋とYシャツと私
- ドサ健 麻雀地獄[6]
- 一礼して、キス
- それいけ!ゲートボールさくら組[7]
- アングリースクワッド 公務員と7人の詐欺師
- おとり捜査官・北見志穂（テレビ朝日）[4]

## 出演
- ガメラ対深海怪獣ジグラ（1971年7月17日、大映） - 石川健一
- 火曜日の女シリーズ / 逃亡者 -この街のどこかで-（1970年、大映テレビ室・日本テレビ）
- 子連れ狼 第23話 可の字無残（1973年9月2日、ＮＴＶ） - 太吉